# Lundinia plumbea
Lundinia es un género monotípico de plantas herbáceas perteneciente a la familia de las asteráceas. Su única especie: Lundinia plumbea, la retama de Cuba, es originaria de Cuba.

## Taxonomía
Lundinia plumbea fue descrita por (Griseb.) B.Nord.    y publicado en Compositae Newsletter 44: 66. 2006.
Sinonimia
- Senecio plumbeus Griseb. basónimo[4]